# Monumentos neoclásicos de Zaragoza

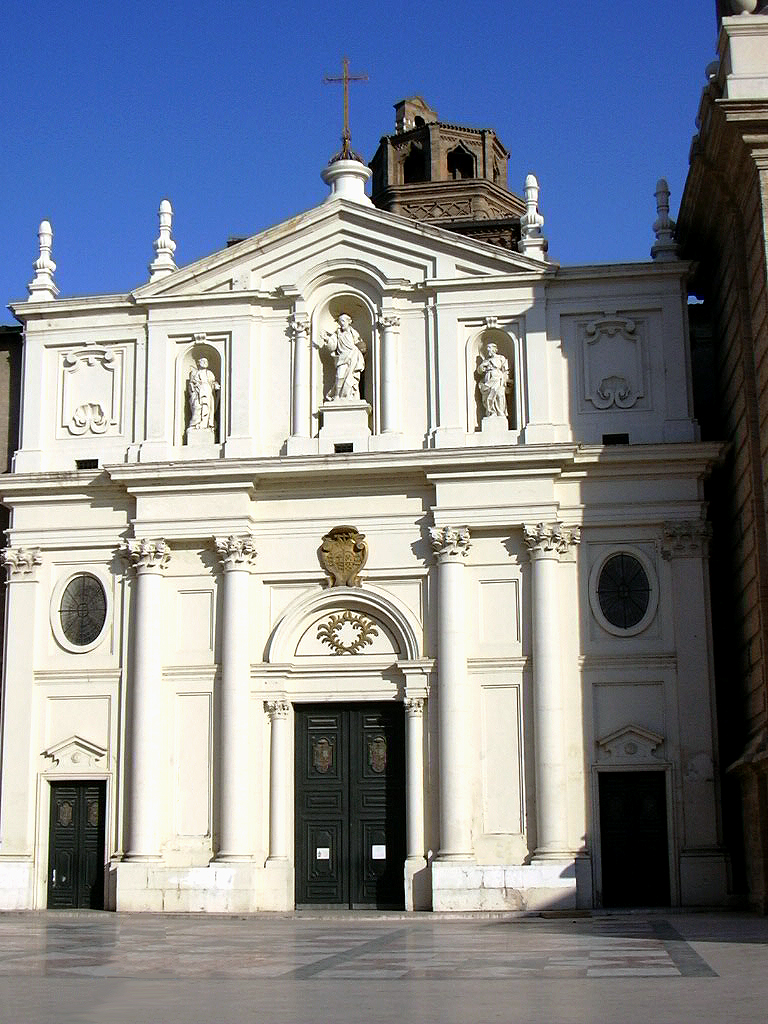
Fachada neoclásica de la Catedral de la Seo.

A pesar de la difícil posición en que quedó el antiguo reino de Aragón tras su posicionamiento al lado del pretendiente de la Casa de Austria a la Corona española y su derrota frente al que fuera rey, Felipe V, la Ilustración acabó encontrando terreno fértil en Zaragoza. Importantes ministros y mecenas (El Conde de Aranda, Ramón Pignatelli) dan impulso a las ideas de fomento del bien público. Empresas como el del Canal Imperial de Aragón y algunos palacios dieciochescos que se salvaron de la ruina de los Sitios de Zaragoza, testimonian este hecho.
Es también el siglo del relevo definitivo en la devoción popular, que se decanta hacia el templo del Pilar y el culto mariano, frente al pasado medieval y la cabeza eclesiástica y política que representaba La Seo. Gracias a sufragios en gran medida populares, se emprende en este periodo la reforma barroca de la basílica pilarista, con proyecto inicial de Ventura Rodríguez, que incluye una capilla para la Virgen del Pilar de factura excelente y materiales nobles. La obra, en su mayor parte, concluye en 1765.
La ciudad experimenta reformas en su urbanismo y se proyectan jardines de traza racionalista. Así ocurre con el Salón de Santa Engracia, embrión del actual Paseo de la Independencia.

## Puerta del Carmen
- Confluencia entre Paseo de Pamplona y Avenida César Augusto

La puerta del Carmen fue construida en el año 1789 por el arquitecto Agustín Sanz e inaugurada en el año 1792. Era una de las doce puertas de entrada a la ciudad (cuatro romanas y ocho medievales) mostrándose ahora de forma aislada en el Pº María Agustín de Zaragoza. 
La puerta tiene estructura de arco de triunfo romano con un arco central y dos menores laterales. Sin gran interés arquitectónico, tiene el valor histórico de haber sido testigo de acontecimientos trascendentes para la ciudad. Durante la guerra de los sitios (1808-1809) la puerta sirvió de bastión a la resistencia aragonesa quedando las huellas de los proyectiles todavía visibles en su estructura. También fue la puerta a través de la que entró ejército en la ciudad en 1838 durante la Primera Guerra Carlista. 
La Puerta del Carmen recibió el título de monumento nacional en la exposición hispano-francesa de 1908 y es Bien de Interés Cultural.

## Palacio de los condes de Sobradiel. Palacio de Gabarda
- Plaza del Justicia n° 2

Construido durante el último cuarto del siglo XVIII y reformada a mediados del siglo XIX, se sitúa en la plaza del Justicia. La fachada es de tres alturas, con ventanas en el primer piso y balconcillos en el segundo y tercero. En el segundo piso, la planta noble, las ventanas tienen frontones triangulares.
En el interior, tras la puerta principal, se abre un gran patio, cuyo empedrado se fecha en 1882. Lo más interesante es un alfarje de 1590 en la planta baja, muy bien conservado al haber estado oculto por un falso techo. El alfarje está cubierto con pinturas de motivos vegetales y símbolos heráldicos, además de inscripciones en diversas lenguas.
Antes de ser la sede del Colegio de Notarios de Zaragoza, fue colegio e internado regentado por la familia Labordeta. El poeta Miguel Labordeta estudió en sus aulas. 
- Wikimedia Commons alberga una categoría multimedia sobre Palacio de Sobradiel.

## Palacio arzobispal
- Plaza del Pilar

Construido entre 1779 y 1787, es la residencia del arzobispo de Zaragoza.
Fachada de ladrillo de dos plantas, aunque los remates de puertas ventanas y zócalo son de piedra, con grandes ventanales hacia el exterior. Los ventanales inferiores están cerrados por rejas; los superiores, rematados por frontones triangulares. La portada, muy sencilla, está flanqueada por dos columnas y pilastras jónicas y rematada por un pequeño balconcillo.
En el interior hay que destacar la escalera. Se conserva algunas obras de arte como una Inmaculada pintada por Francisco Bayeu en 1758 y dos tablas góticas de un retablo de La Seo.
- Wikimedia Commons alberga una categoría multimedia sobre Palacio arzobispal de Zaragoza.

## Iglesia de San Fernandode Torrero
- Vía de San Fernando 2

Edificada en 1799 bajo la dirección del arquitecto Tiburcio del Caso, La Iglesia de San Fernando de Torrero de Zaragoza es el mejor ejemplo de arquitectura neoclásica religiosa de la ciudad. Está situada en la zona del Canal Imperial de Aragón y su construcción estuvo relacionada con este magno proyecto hidrográfico.
De formas muy geométricas, su planta cuadrada cubierta por una gran cúpula central —aunque quizá su tambor exceda en algo las proporciones adecuadas— está flanqueada por dos torres cuadrangulares (algo bajas en relación con el conjunto de la cúpula) a ambos lados de una fachada con pórtico helénico de orden jónico tetrástilo y frontón triangular. 
El interior resulta claro y diáfano y está magnificado por la altura de la cúpula. En 1978 es declarada Monumento Nacional y en la actualidad funciona como capilla castrense situada en el interior de un complejo cuartelario del Ejército.

## Casa Tarín. Casa del Canal Imperial
- Calle de Santa Cruz, 19

Casa-palacio procedente de la reestructuración de otras preexistentes, al igual que la del marqués de Lazán, data de la segunda mitad del siglo XVIII y fue sede de la empresa del Canal Imperial de Aragón durante un siglo y medio. Destaca el trabajo de cantería de sus puertas y el alero saledizo, típicamente aragonés.
El aspecto sencillo y no muy uniforme, no evita la agradable vista de los balcones de su planta principal que, aunque modificados en el siglo XX, todavía dejan ver atisbos del dieciochesco diseño mixtilineo, de carácter rococó. En el interior se aprecia un patio de columnas aunque muy reformado con respecto al planteamiento inicial y una holgada escalinata cubierta con bóveda y linterna. En 1984 se iniciaron los trámites para que fuera declarado Bien de Interés Cultural.
- Wikimedia Commons alberga una categoría multimedia sobre Casa Tarín.

## Esclusas de Casablanca (Canal Imperial de Aragón)
- Confluencia entre Vía Ibérica y Paseo de los Reyes de Aragón

Se trata de una de las obras de ingeniería hidráulica más importantes del siglo XVIII. Proyectada y dirigida por los arquitectos ingenieros Julián Sánchez Bort, Fernando Ulloa y Luis Chimioni (autor del breve tratado Memorias de Arquitectura Hidráulica, 1781), en 1784. Son dos esclusas enfiladas que servían para regular la altura del nivel de las aguas del canal antes de cruzar el río Huerva.
Construidas con esmerada obra de sillería en piedra, constituía una referencia de la actuación de la Ilustración en España, y fueron parte del proyecto del Canal Imperial de Aragón alentado y promovido por Ramón Pignatelli desde 1772. Estas esclusas son el vestigio de un amplio conjunto que incluía un puerto fluvial, noria con molino y batanes además de la actual Casa de San Carlos (La «Casa Blanca», que da nombre al barrio en que se encuentra, modificada su ortografía por influencia del conocido filme  Casablanca (1942) de Michael Curtiz), que se utilizó como almacén y posada y fue el lugar donde se firmaron las capitulaciones del Sitio de Zaragoza, según reza la placa colocada en su fachada.

## Palacio del marqués de Lazán o de Palafox
- Calle de Palafox, 4

Este casón es el resultado de la remodelación efectuada en el último cuarto del siglo XVIII de una serie de edificios entre los que figuraba la antigua casa de los Albión para convertirse en residencia del marqués de Lazán. Consistió en unificar y dar un aspecto de dignidad a la fachada, aunque su interior no reflejara tal prestancia. Actualmente el interior está reformado por completo y dedicado a centro social de mayores.
La fachada muestra correctas proporciones con ventanas rectangulares de gran amplitud. La cubrición termina en un alero de notables dimensiones sin trabajado escultórico en concordancia con el gusto contemporáneo más moderno. Se trata de un ejemplo de lo que pudo ser el palacio neoclásico zaragozano, novedoso con respecto a los renacentistas y barrocos, pero abortado debido a los inmediatos Sitios de Zaragoza. 

## Fuente de los incrédulos
- Vía Ibérica, 26

La culminación de las obras del Canal Imperial de Aragón en 1784 fueron conmemoradas con la construcción de esta fuente en 1786 para desengañar a quienes no creyeron en la viabilidad del proyecto, a lo que alude con meridiana claridad su nombre de «Fuente de los Incrédulos», según muestra la placa inscrita en el frontal: Incredulorum convictioni et viatorum commodo. Anno MDCCLXXXVI (Para convencimiento de incrédulos y alivio de caminantes. Año 1786). 
Fue el propio Ramón Pignatelli, promotor del canal, quien hizo construir, para recuerdo del éxito de la empresa, esta fuente de estilo neoclásico aunque con claros recursos barrocos. Incluso pudo ser Pignatelli quien diseñara la fuente basándose en repertorios conocidos.
Se trata de una sencilla pieza de exquisita arquitectura en piedra blanca rematada por tres copas triunfales que imitan la composición formal de la ejecutada por Ventura Rodríguez en la «Fuente de los Galápagos» de Madrid y fue un ejemplo de este tipo de arquitectura previo a las propuestas por Paret para Pamplona a partir de 1788.